# Claude Dormy
Claude Dormy, né vers 1563 et mort le 30 novembre 1626 à Paris, est un prélat français, évêque de Boulogne.

## Biographie
Quatrième fils de François Dormy, président aux enquêtes.
Claude Dormy devient religieux profès de l'abbaye de Cluny et est prieur de Saint-Martin. En 1599 il est nommé évêque de Boulogne.
Il est le cousin germain de Claude-André Dormy, évêque de Boulogne, auquel il succède. Il vint assister au convoi funèbre de son prédécesseur. À cette occasion la ville de Boulogne lui offrit six quesnes de vin.
Relevé de ses vœux il fut préconisé par Clément VIII, le 26 juin 1600, et sacré le 13 août 1600 suivant par Léonard de Trappes, archevêque d'Auch dans l'église priorale de Saint-Martin-des-Champs. Il fit son entrée solennelle le jeudi 21 décembre 1600, et fit une ordination le samedi 23 décembre 1600 dans l'Abbaye Saint-Wulmer de Samer qui lui avait été donnée en commende.
Il ne résida jamais très longtemps dans sa ville épiscopale, préférant sa magnifique demeure de Saint-Martin-des-Champs, mais il y venait régulièrement. Il avait songé à s'attacher la personne de Pierre Charron comme théologal, un homme de haute valeur, ancien chanoine écolâtre de Bordeaux, mais ce dernier remercia l'évêque en prétextant que l'air et le climat froid et humide était mal plaisant et triste à son humeur et naturel.
Il est mêlé à divers intrigues dont en 1604, avec des Demoiselles de Montpellier, chez lesquelles il fut accusé d'avoir comploté contre le roi, lors de l'affaire d'Entragues, ce qui lui valut de passer quelques jours à la Bastille. Puis en 1617 avec le parti du Prince de Condé, il remet cela, ce qui lui vaut une nouvelle incarcération  et la saisie des biens de son évêché. Vers le même temps il s'acoquine avec un écossais répondant au nom de Davison, et qui s'occupait d'astrologie
Jean-Baptiste Morin de Villefranche, nous dit dans son ouvrage  Mundi sublunaris anatomia  que cet homme-là était :

« l'un des plus agréables et des plus curieux esprits de son temps , et il affirme que l'évêque n'eut pas plutôt connu le sien:  capable de pénétrerles sciences les plus profondes, qu'il l'envoya à ses frais en Allemagne, pour examiner les ouvrages merveilleux de la nature dans la fabrique des métaux, et particulièrement de l'or qui se trouve dans les mi,nes de Hongrie et de Transilvanie »

Dormy permet aux capucins de s'établir à Boulogne et pose la première pierre de leur église en 1618. Il établit les ursulines à Boulogne en 1624.

## Iconographie
- Portrait de Claude Dormy en possession de l'abbé van Drival[8]